# Helius (Helius) distinervis
Helius (Helius) distinervis is een tweevleugelige uit de familie steltmuggen (Limoniidae). De soort komt voor in het Neotropisch gebied.